# Synapseudes australianus
Synapseudes australianus är en kräftdjursart som beskrevs av Mihai Bacescu 1981. Synapseudes australianus ingår i släktet Synapseudes och familjen Metapseudidae. Inga underarter finns listade i Catalogue of Life.